# Кондырев, Пётр Сергеевич
Пётр Сергеевич Кондырев (1789 — после 1823) — профессор Казанского университета.

## Биография
Учился в Казанской гимназии и в 1805 году, при основании Казанского университета, переведён в студенты. Уже в июле 1806 года И. Ф. Яковкин докладывал совету, что Кондырев под его руководством «со всевозможным прилежанием и успехами» занимается составлением «самой полной статистики Российского государства»; 6 февраля 1807 года Кондырев представил в рукописи своё «Краткое начертание статистики Российского государства» и 14 февраля он был удостоен степени кандидата — первым в Казанском университете. Тогда же, с разрешения попечителя, он был назначен помощником библиотекаря. 
С апреля 1807 года Кондырев уже читал лекции по всеобщей истории, географии и статистике, под руководством Яковкина. По обычаю того времени лекции Кондырев читал по чужим печатным трудам — он избрал сочинения Яковкина; уже одно это указывает, что умственный кругозор его и научные интересы были очень не широки. Таким он остался и во всю свою деятельность, отличаясь за то чрезвычайной угодливостью перед начальством вообще, в частности, перед Яковкиным, что и обеспечило ему карьеру. С. Я. Румовский, тогдашний попечитель Казанского учебного округа и университета, несмотря на усиленные рекомендации Кондырева со стороны Яковкина, отклонил печатание за счёт университета его «статистики», о чём очень хлопотал Яковкин. Румовский писал Яковкину, что молодым людям надо не стремиться только к учёной степени, а работать и прежде всего — хорошенько овладеть латинским языком, Кондыреву же, возвращая его рукопись, он прислал незадолго перед тем вышедший труд Е. Ф. Зябловского «Статистическое описание Российской империи». Однако в марте 1809 года по ходатайству Яковкина Румовский всё-таки предложил совету возвести Кондырева в степень магистра. В 1811 году он стал адъюнктом, в 1814 году — экстраординарным профессором, в 1820 году — ординарным.
Самостоятельных трудов П. С. Кондырев не оставил; напечатал только перевод с немецкого: «Сарториуса, Начальные основания народного богатства и государственное хозяйство, следуя теории А. Смита», (Казань, 1812) и Снелля «Начальный курс философии» (совместно с А. А. Лубкиным, Казань, 1813); по книге Сарториуса он неизменно читал и свой курс. Кроме того, он напечатал 3-м изданием «Странствования Филиппа Ефремова в Киргизской степи» (Казань, 1811), дополнив со слов автора описание его приключений, уже изданное в 1786 и 1790 годах. В Совете университета Кондырев всегда был ревностным сторонником Яковкина, особенно в тех столкновениях, какие у него возникали с более выдающимися профессорами. Довольно деятельное участие принимал Кондырев в Казанском обществе любителей словесности, где произнёс несколько речей и исполнял обязанности секретаря; участвовал в комитете, издававшем (с 1811 г.) «Казанские Известия».

## Семья
Был женат на Ольге Андреевне (ум. 5 июля 1885 года; похоронена на Ваганьковском кладбище Москвы вместе со вторым мужем), урождённой Грубер, дочери геолога А. Е. Грубера. Дети:
- Поликсения (Поликсена[6]; 27 июня 1818 — 31 октября 1897; похоронена на Ваганьковском кладбище вместе с отчимом и С. В. Ешевским[почему?][7]), по некоторым данным, вышедшая замуж за М. Я. Киттары[5]
- Александра (род. 1820[6], или же она вышла за М. Я. Киттары[8])
- Андрей (род. 1822, вскоре скончался), крёстным отцом которого был Н. И. Лобачевский[6].

После смерти мужа вдова Кондырева вышла замуж за П. И. Вагнера.